# SPÖ Bauern
De SPÖ Bauern (Nederlands: SPÖ Boeren) vormt een deelorganisatie van de Sozialdemokratische Partei Österreichs (SPÖ) en behartigt de belangen van agrariërs.
SPÖ Bauern is geworteld in de sociaaldemocratie en staat voor bestaanszekerheid voor agrariërs, duurzaam sociaal beleid, milieubescherming en op consumenten gerichte agrarische politiek. De huidige bondsvoorzitter is Josef Etzenberger uit Neder-Oostenrijk.